# USS Indianapolis (CA-35)
USS Indianapolis (CA-35) var en tung kryssare av Portland-klass som togs i bruk 1932. Hon var aktiv under andra världskriget men sänktes 30 juli 1945 i Filippinska sjön av en japansk ubåt (I-58) efter att ha levererat atombomben Little Boy, som senare släpptes över Hiroshima. Några medlemmar i besättningen dog i hajattacker medan de väntade på att bli räddade – en händelse som har återberättats kortfattat i ett avsnitt i bland annat filmen Hajen (1975). Den vanligaste dödsorsaken var dock vätskebrist, ofta efter att männen druckit saltvatten vilket orsakade diarré. 
Indianapolis hade lämnat San Francisco den 16 juli 1945 med komponenter och uranprojektil till atombomben. Den 19 juli gjorde hon ett stopp vid Pearl Harbor och fortsatte därifrån oeskorterad för att den 26 juli anlända till ön Tinian där den topphemliga lasten levererades. Från Tinian startade senare, den 6 augusti, flygplanet Enola Gay som fällde atombomben över Hiroshima. Indianapolis sändes vidare till Guam där män landsattes. Fartyget fortsatte sin resa med destinationen Leyte, men den 30 juli träffades hon av två torpeder från en japansk ubåt och sjönk efter tolv minuter.
300 av männen ombord dog i ubåtsattacken. Resterande omkring 900 hamnade i vattnet. Av dem dog nästan 600. 321 av den sammanlagda besättningen på 1199 man kunde räddas efter att ha tillbringat flera dygn i havet, 317 överlevde.
Vraket hittades i Filippinerhavet den 18 augusti 2017 av en privat grupp, ledd av Microsofts medgrundare Paul Allen.